# تشارلي بارنيت (ممثل)
تشارلي بارنيت (بالإنجليزية: Charlie Barnett)‏ (4 فبراير 1988- ) ممثل أمريكي من ساراسوتا بولاية فلوريدا. عرف بدور (بيتر ميلز) رجل اطفاء ومسعف في مسلسل الدراما حريق شيكاجو الذي عرض على هيئة الإذاعة الوطنية NBC من عام 2012 إلى عام 2015. وحاليا يلعب دور (آلان زافيزي) في مسلسل الدمية الروسية الكوميدي على شبكة نتفليكس. كما قام بدور (بن مارشال) في مسلسل نتفليكس القصير حكايات المدينة. ومثل في مسلسل الإثارة النفسية (أنت 2019) بدور (جايب) الذي يعرض على شبكة نتفليكس.

## السيرة الشخصية
لدى بارنيت أخت وهما طفلان متبنيان، والدته بالتبني من يوتا وهي من أصول سويدية، أما والده بالتبني هو صانع قوارب من مينيسوتا. نشأ على مركب شراعي في فلوريدا حتى بلغ السابعة من عمره. اكتشف المسرح عندما كان عمره ست سنوات، وأدى في العديد من عروض الأوبرا والمسرحيات الموسيقية. تخرج بارنيت من مدرسة بوكر الثانوية. شارك في برنامج جامعة كارنيجي ميلون المسرحي الصيفي.
في عام 2010 تخرج بارنيت من برنامج الدراما في مدرسة جويليارد يستمتع بالإبحار ولعب السيدة باك مان ويفضل السيارات الكلاسيكية. أثناء مسيرته المهنية عاش بارنيت متنقلا ما بين مدينة نيويورك ولوس أنجلوس وسولت ليك سيتي وشيكاغو. أثناء التصوير لشيكاغو فاير، عاش بارنيت مع النجمين جو مينوسو ويوري سارداروف.  ويشجع بارنيت فريق كرة القاعدة شيكاغو وايت سوكس، وفريق كرة القدم الأمريكية شيكاغو بيرز.
من عام 2012 إلى عام 2015 ، قام بارنيت ببطولة بيتر ميلز في المسلسل التلفزيوني الدرامي " إن بي سي " ، شيكاغو فاير.
وفي عام 2017 ، لعب بارنيت دور إيان بورتر في سلسلة Valorعلى شبكة ذا سي دبليو.في عام 2018 مثل بارنيت دور آلان زافيري في المسلسل الكوميدي الدمية الروسية على شبكة نتفليكس. وفي العام نفسه ظهر بدور (بن مارشال) في مسلسل نتفليكس القصير«حكايات المدينة» في عام 2019 قام بارنيت بدور (جايب) في مسلسل الإثارة النفسية الأمريكي أنت. وفي يوليو 2019 انضم إلى الموسم الأخير من مسلسل السهم حيث لعب دور (جون ديجل الابن).

## فيلموغرافيا

### الأفلام
| عام  | عنوان          | وظيفة                  | ملاحظات              |
| ---- | -------------- | ---------------------- | -------------------- |
| 2006 | جزيرة السيرك   | بيلي روبارتس           |                      |
| 2011 | روميو الخاص    | كين لي / برنس إسكالوس  |                      |
| 2012 | Gayby          | دانيال                 |                      |
| 2012 | الرجال السود 3 | سلاح الجو النائب رقم 2 |                      |
| 2013 | السعيد الحزين  | آرون                   |                      |
| TBA  | الاحتياطية     |                        | مرحلة ما بعد الإنتاج |

### التلفاز
| عام       | عنوان                                | وظيفة             | ملاحظات                                         |
| --------- | ------------------------------------ | ----------------- | ----------------------------------------------- |
| 2010      | القانون والنظام: وحدة الضحايا الخاصة | تشاك ميلز         | الحلقة: " رمادي "                               |
| 2011      | القانون والنظام: القصد الجنائي       | الدكتور سام هاريس | الحلقة: "Cadaver"                               |
| 2013      | ذروة                                 | تيم               | الحلقة: "الطيار"                                |
| 2012-2015 | حريق شيكاجو                          | بيتر ميلز         | طاقم العمل الرئيسي: 66 حلقة / نجمة ضيف: 4 حلقات |
| 2016      | أسرار وأكاذيب                        | باتريك وارنر      | يلقي الرئيسية                                   |
| 2017      | البرتقال هو الأسود الجديد            | ويس دريسكول       | الحلقة: "The Reverse Midas Touch"               |
| 2017-2018 | بسالة                                | إيان بورتر        | يلقي الرئيسية                                   |
| 2019      | دمية روسية                           | آلان زافيري       | يلقي الرئيسية                                   |
| 2019      | حكايات المدينة                       | بن مارشال         | يلقي الرئيسية                                   |
| 2019      | سهم                                  | جون ديجل الابن    | الدور الرئيسي ( الموسم 8 )                      |
| 2019      | أنت                                  | غابي              | دور متكرر ( الموسم الثاني )                     |